# Циклус уреје
Приликом деградације амино киселина долази до стварања амонијум катјона, , који се једним делом користи у биосинтези азотних једињења. Део који се не употреби у биосинтези се код кичмењака низом реакција претвара у уреу и избацује из организма. Синтеза урее је први метаболички процес који је откривен и утврђен. Циклус су први објаснили 1932. године Ханс Кребс и Курт Хенселајт.
Амонијак је веома токсично једињење по организам, док уреа није, и самим тим је неопходно да се амонијак трансформише у облик који неће штетити организму. Како је ово један од веома битних метаболичких процеса, било какав дефект у реакцији или реакцијама које чине циклус, може довести до веома озбиљних поремећаја. Један од најзапаженијих дефекта циклуса је акумулација амоније у бубрезима, који доводе до хиперамонемичне енцефалопатије.
Циклус уреје се састоји од пет реакција, од којих прве две се одвијају у митохондријама, док се последње три одвијају у цитозолу:
| Реакција | Реактанти                             | Производ                    | Катализатор | Локација      |
| 1        | 2АТП + HCO3- + NH4+                   | карбамил фосфат + 2ADP + Pi | CPS1        | митохондрија  |
| 2        | Карбамил фосфат + орнитин             | Цитрулин + Pi               | OTC         | митрохондрија |
| 3        | Цитрулине + Аспартична киселина + АТП | Аргиносукцинат + АМП + PPi  | ASS         | цитозол       |
| 4        | Аргининосукцинат                      | Аргинин + Фумарат           | ASL         | цитозол       |
| 5        | Аргинин + H2O                         | Орнитин + Уреја             | ARG1        | цитозол       |

## Регулација
N-ацетилглутамин је молекул од којег зависи синтеза карбамил фосфата, па самим тим и беспрекорни рад циклуса. N-ацетилглутамин има улогу прекидача који активира ензим Карбамил фосфат синтетазу 1, скраћено на енглеском CPS1, који заузврат има улогу катализатора прве реакције циклуса. Молекул N-ацетулглутамин је производ стимулације ензима Н-ацетилглутамин синтетазе, скр. NAGS (на енглеском N-acetylglutamate synthase). Експериментално је утврђено да и амино киселина Аргинин има улогу активатора Н-ацетилглутамин синтетазе.

## Здравствени проблеми
Токсичност NH4+ и механизам којим штетно делује на организам није темељно објашњен. Оно што се зна је да организму велике количине NH4+ молекула у крвним судовима штети. Изразито осетљив на концентрацију NH4+ у крвотоку је мозак. Било какав поремећај у циклусу, доводи до нагомилавања молекула NH4+, и за последицу има менталну ретардацију и летаргију. Болести најчешће повезане са дефектом овог циклуса су Цитрулинемија и Хиперамонемија.

### Хиперамонемија
Као што сама реч говори, хиперамонемија је метаболички дефект у којем долази до акумулације превелике количине амонијaka у крви. Хиперамонемија је веома озбиљно стање, и уколико није под контролом води до енцефалопатије и смрти. Амонијак је једињење које садржи азот. Продукт је катаболизма протеина. Пре излучивања из организма путем урина из бубрега, амонија се прерађује у уреу, по организам мање токсично једињење. Прерада амоније у уреу је 
главни циљ циклуса уреје. 
Хиперамонемија може бити примарног или секундарног облика:
- Примарна хиперамонемија је резултат генетског дефекта који за исход има или смањену активност једног од ензима који регулише циклус, или потпуни недостатакј едног од ензима. Ово резултује у дефектном раду метаболизма циклуса урее.
- Секундарна хиперамонемија је резултат генетског дефекта неког од молекула који није директно укључен у рад циклуса урее, али који може знантно индиректним путем да утиче на веродостојност рада циклуса.

#### Конкретни примери
- OMIM|311250 - Хиперамонемија као последица недостатка ензима Орнитин транскарбамилазе
- OMIM|606762 - Хиперинсулинизам-хипоамонемија
- OMIM|238970 - Хиперорнитинемија-хиперамонемија-хомоцитрунилерија
- OMIM|237310 - Хиперамонемија као последица недостатка ензима Н-ацетилглутамин синтетазе
- OMIM|237300 - Хиперамонемија као последица недостатка ензима Карбамил фосфат синтетазе 1